# Hipergeometrikus eloszlás
Az X valószínűségi változó hipergeometrikus eloszlást követ – vagy rövidebben hipergeometrikus eloszlású – pontosan akkor, ha
{\displaystyle \mathbf {P} (X=k)={\frac {{\binom {M}{k}}{\binom {N-M}{n-k}}}{\binom {N}{n}}}}
ahol max{0, n – N + M} ≤ k ≤ min{n, M}. A hipergeometrikus eloszlás a visszatevés nélküli mintavételt írja le.
Szemléletes jelentése: Van N termékünk, ebből M selejtes. Mi annak a valószínűségét akarjuk kiszámolni, hogy n-et (visszatevés nélkül) kihúzva pontosan k selejtes lesz a kezünkben.
Az ötöslottó találati valószínűségeit pontosan így számolhatjuk ki: 90 "termékből" 5 kitüntetett (azaz kihúzták a sorsoláson), mi 5-öt választunk (azaz töltünk ki a szelvényünkön), és mennyi a valószínűsége, hogy a sorsoltakból k a mi szelvényünkön szerepel.

## A hipergeometrikus eloszlást jellemző függvények
Karakterisztikus függvénye
Generátorfüggvénye

## A hipergeometrikus eloszlást jellemző számok
Várható értéke
{\displaystyle \mathbf {E} (X)={\frac {nM}{N}}}.
Szórása
{\displaystyle \mathbf {D} (X)={\sqrt {n{\frac {N-n}{N-1}}\cdot {\frac {M}{N}}\left(1-{\frac {M}{N}}\right)}}}
Momentumai
Ferdesége
{\displaystyle \beta _{1}(X)={\frac {(1-{\frac {M}{N}})*{\frac {M}{N}}}{\left[n{\frac {N-n}{N-1}}\cdot {\frac {M}{N}}(1-{\frac {M}{N}})\right]^{\frac {1}{2}}}}\cdot {\frac {N-2n}{N-2}}={\frac {(1-{\frac {M}{N}})*{\frac {M}{N}}}{\mathbf {D} (X)}}\cdot {\frac {N-2n}{N-2}}}
Lapultsága

## Hipergeometrikus eloszlású valószínűségi változók néhány fontosabb tulajdonsága
- Ha N és M a végtelenbe tart úgy, hogy M / N egy 0 és 1 közötti p konstanshoz tart, akkor a hipergeometrikus eloszlások sorozata a binomiális eloszláshoz tart. (Az összefüggés lényegében azt mondja ki, hogy a visszatevés nélküli mintavétel egyre nagyobb mintákon egyre jobban hasonlít a visszatevéses mintavételhez.)